# ابن الحاج النميري
إبراهيم بن عبد الله بن إبراهيم النميري أبو القاسم المعروف بابن الحاج (713 هـ - 768 هـ / 1313-1367م) شاعر من شعراء العصر الأندلسي.

## سيرته
هو أديب أندلسي، من كبار الكتاب. ولد بغرناطة، وارتسم في كتاب الإنشاء سنة 734 هـ ثم رحل إلى المشرق فحج وعاد إلى أفريقية (تونس) فخدم بعض ملوكها ببجاية وخدم سلطان المغرب الأقصى، وانتهى بالقفول إلى الأندلس فاستعمل في السفارة إلى الملوك وولي القضاء بالقليم بقرب الحضرة. وركب البحر من المرية سنة 768 هـ رسولا عن السلطان إلى صاحب تلمسان السلطان أحمد بن موسى، فاستولى الفرنج على المركب وأسروه، ففداه السلطان بمال كثير. له شعر جيد ومؤلفات منها «المساهلة والمسامحة في تبيين طرق المداعبة والممازحة» و«تنعيم الأشباح في محادثة الأرواح» ورحلة سماها «فيض العباب وإجالة قداح الآداب في الحركة إلى قسنطينة والزاب».